# NGC 1786
NGC 1786 est un amas globulaire situé dans la constellation de la Dorade. L'astronome britannique John Herschel l'a découvert en 1835.
Selon le classement Shapley-Sawyer (en), cet amas est de classe II.